# Юрген Челхака
Юрген Челхака (алб. Jurgen Çelhaka, нар. 6 грудня 2000, Тирана, Албанія) — албанський футболіст, півзахисник словенського клубу «Олімпія» (Любляна).

## Ігрова кар'єра

### Клубна
Юрген Челхака є вихованцем столичного клубу «Тирана», де почав займатися в клубній академії у 2018 році. Першу гру в основі футболіст зіграв 30 травня 2018 року. Свій єдиний гол у складі «Тирани» Челхака забив 21 березня 2021 року.
У серпні 2021 року Челхака перейшов до польської «Легії», де у вересні зіграв перший поєдинок у формі варшавського клубу.
12 січня 2025 року у статусі вільного агента підписав контракт на два з половиною роки з клубом «Олімпія» (Любляна).

### Збірна
Юрген Челхака захищав кольори юнацької та молодіжної збірних Албанії.

## Досягнення
Тирана
 Чемпіон Албанії: 2019/20
Легія
 Володар Кубку Польщі: 2022/23
Олімпія (Любляна)
 Чемпіон Словенії: 2024/25